# Eugenik

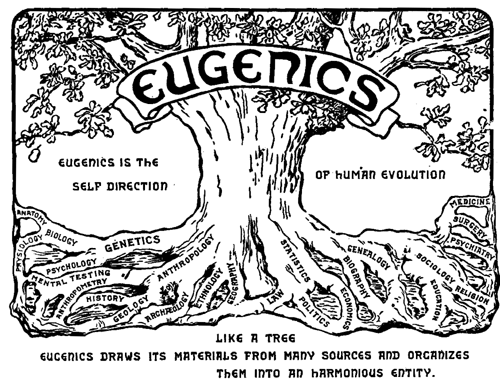
„Eugenik ist die Selbststeuerung der menschlichen Evolution“: Logo der zweiten Internationalen Eugenik-Konferenz, 1921

Eugenik (von altgriechisch εὖ eu „gut“ und γένος génos „Geschlecht, Familie“) oder Eugenetik, deutsch auch Erbgesundheitslehre, in der Zeit des Nationalsozialismus (da auch Erbpflege genannt) bzw. in Deutschland meist gleichbedeutend mit Rassenhygiene (vgl. Nationalsozialistische Rassenhygiene), bezeichnet die Anwendung theoretischer Konzepte bzw. der Erkenntnisse der Humangenetik auf die Bevölkerungs- und Gesundheitspolitik bzw. den Gen-Pool einer Population mit dem Ziel, den Anteil positiv bewerteter Erbanlagen zu vergrößern (positive Eugenik) und den negativ bewerteter Erbanlagen zu verringern (negative Eugenik). Der britische Anthropologe Francis Galton (1822–1911) prägte den Begriff nicht erst 1904, sondern bereits bei seiner Aufstellung der Vererbungsregeln 1869 und 1883 für die Verbesserung der menschlichen Rasse bzw. „die Wissenschaft, die sich mit allen Einflüssen befaßt, welche die angeborenen Eigenschaften einer Rasse verbessern“. Um 1900 entstand auch der Gegenbegriff Dysgenik, der „Lehre von der Akkumulierung und Verbreitung von mangelhaften Genen und Eigenschaften in einer Population, Rasse oder Art“ bedeutet.
Eugenische Betrachtungen waren in der ersten Hälfte des 20. Jahrhunderts weitverbreitet und wurden breit diskutiert. In Großbritannien führten insbesondere der Burenkrieg, bei dem schwerwiegende Probleme aufgrund des Mangels an tauglichen Rekruten, außenpolitischen Bedeutungsverlustängsten und innenpolitischen Degenerationsvorstellungen im Umfeld des ersten unter den Bedingungen der Massendemokratie geführten englischen Krieges zusammenkamen, zur Formierung einer aktiven Eugenikbewegung. Zu den bekannten Vertretern gehören unter anderem Ronald Aylmer Fisher, Margaret Sanger, Julian Huxley, D. H. Lawrence, George Bernard Shaw, H. G. Wells. Dabei wurde eine aktive und passive Eugenik unterschieden. In der populären gesellschaftspolitischen Diskussion spielen bis heute biologistische Interpretationen der Vererbungslehre sowohl nach Mendel als auch verhaltensorientierter Prägung in der Tradition des Lamarckismus eine wichtige Rolle. Entsprechende Standpunkte fanden in der Gesetzgebung einer Reihe von Industrieländern zu Immigration, Schulpolitik und zum Umgang mit Minderheiten ihren Niederschlag. Die britische Eugenikbewegung stand dabei nach einer langen Periode des Liberalismus für eine aktive Rolle des Staates in diesen Politikfeldern und sprach auch klassische sozialdemokratische Vertreter, so in der Fabian Society, an. Auch unter den Verfechtern der freien Liebe und im frühen Feminismus waren eugenische Argumente verbreitet.
Dabei wurde in klassischen Einwandererländern wie Kanada und Australien vor allem der Umgang mit Zuwanderern wie der mit ethnischen Minderheiten unter eugenischen Gesichtspunkten betrachtet. Etliche der damals als fortschrittlich geltenden Maßnahmen werden heute als rassistisch motiviert erkannt und bedauert. In Japan und Deutschland, beides ehemalige Agrarstaaten mit damals wenigen Einwanderern, die eine rasante Wachstumsphase durchlebten, wurde der Begriff unter dem Schlagwort Rassenhygiene und Blutreinheit (Junketsu 純血 reines bzw. Konketsu 混血 unreines Blut) subsumiert und breit aufgenommen.
Die nationalsozialistische Rassenhygiene diente zur Rechtfertigung der Krankenmorde in der Zeit des Nationalsozialismus im Rahmen der „Vernichtung lebensunwerten Lebens“, etwa in der „Aktion T4“ und der „Kinder-Euthanasie“, und zu Menschenversuchen in Konzentrationslagern. Bezüglich der Durchführung „rassenhygienischer Reformen“ hatte sich der nationalsozialistische Rassenhygieniker Fritz Lenz für die Verwendung des Wortes „Rassenhygiene“ (ein 1885 von Alfred Ploetz eingeführter, und 1911 von Max von Gruber als „Hygiene des Keimplasmas“ definierter Begriff) statt „Eugenik“ ausgesprochen. In der Nachkriegszeit wurde der Begriff Eugenik mit diesen und weiteren Verbrechen im Nationalsozialismus wie auch mit Kriegsverbrechen der japanischen Streitkräfte im Zweiten Weltkrieg, insbesondere durch Einheiten der Kaiserlich Japanischen Armee, in Verbindung gebracht. Insbesondere in Deutschland wurde „Rassenhygiene“ wie der Eugenikbegriff fortan gemieden.
Ende des 20. Jahrhunderts wurde aufgrund der Fortschritte sowohl in der Genetik als auch der Reproduktionsmedizin die ethische und moralische Bedeutung eugenischer Fragestellungen auch im deutschen Sprachraum erneut breiter diskutiert. Dabei wird der Ausdruck gelegentlich ebenso als Kampfbegriff verwendet. Die nahezu ungebrochene Tradition im englischen Sprachraum hat diese Entwicklung erst später nachvollzogen. Die bedeutende British Eugenics Society wurde 1989 in Galton Institute umbenannt.

## Grundlagen
Eugenische Konzeptionen waren historisch sehr divers. So im Buch "Rasse, Blut und Gene":
Eugeniker konnte man aus unterschiedlichen Gründen und Motiven sein. Eugenische Gedanken lassen sich infolgedessen in den verschiedensten Lagern nachweisen. Das Spektrum der Positionen reicht von ‚ariomanischen‘ Rassisten, die die nordische Rasse bedroht sahen, über medizinische Technokraten, die mit Hilfe des neuen Typus von sozialer Hygiene die Kosten des Gesundheitswesens senken und die Nation stärken wollten, bis hin zu evolutionären Idealisten, die von einer biologischen Höherentwicklung des Menschen träumten.

### Selbstverständnis
Galton verstand Eugenik als Wissenschaft im Dienst einer gesünderen Menschheit. Schon ihre ersten Vertreter betrachteten Bestrebungen nach sozialem Ausgleich, Zivilisierung von Gesellschaftskrisen und Angleichung der Lebenschancen als nachteilig für die Volksgesundheit und die „biologische Höherentwicklung“. Um die Nachkommenschaft von zugleich als minderwertig bewerteten Kranken zu verringern oder zu verhindern und gesunden und damit angeblich höherwertigen Menschen bessere Zukunftschancen zu eröffnen, forderten sie politische Eingriffe. Ihre Hauptvertreter sorgten nicht nur für die theoretische Grundlegung und Verbreitung, sondern in Ansätzen auch für die politische Durchsetzung ihrer Forderungen durch eine entsprechende Gesundheits-, Sozial- und Bevölkerungspolitik.
Aus der Tierzucht gewonnene Vorstellungen wurden auf den Menschen übertragen: Durch Begünstigung der Fortpflanzung gesunder Menschen – etwa durch Belohnung hoher Kinderzahlen –, Verhindern der Fortpflanzung kranker Menschen – z. B. durch Empfängnisverhütung, Geburtenkontrolle und Zwangssterilisation – sollten die Erbanlagen in der Bevölkerung langfristig verbessert und Erbkrankheiten vermindert werden. Motiviert wurden solche Ideen stark durch die von verschiedenen sozialdarwinistischen Richtungen vorausgesagte Degeneration der Gesellschaft bzw. der „Rassen“, die sie aufgrund einer angenommenen Ausschaltung der natürlichen Auslese durch zivilisatorische Einflüsse erwarteten.

### Anwendung der Eugenik
Eugenische Ziele wurden methodisch auf dreierlei Wegen verfolgt,
- zum einen als autoritär und gesetzlich durchgesetzte Vorgabe des Staates, wie bei der erzwungenen Sterilisation einzelner Menschen oder ganzer Gruppen von Menschen und mittels eugenisch begründeter bzw. bemäntelter Restriktionen bei Zuwanderung, Bildung und Freizügigkeit,
- des Weiteren als von staatlichen oder privaten Institutionen anempfohlene Regelung, etwa bei Voruntersuchungen von Schwangeren,
- zuletzt als persönliche Entscheidung der Paare, etwa beim Bekanntsein oder Bekanntwerden von Erbkrankheiten im Zusammenhang mit einer humangenetischen Beratung.

Der französische Philosoph Michel Foucault betonte den Charakter von Eugenik, Rassenhygiene und Bevölkerungspolitik als neue Machttechnik, die er als Biopolitik bezeichnete. Die Anfangsgründe dieser neuen Machttechnik sah Foucault bereits in der zweiten Hälfte des 18. Jahrhunderts mit dem Aufkommen des Bürgertums und dessen intensiver Beschäftigung mit der Sexualität, die zunehmend staatlichen Regelungen unterworfen wird.

### „Strukturelemente des rassenhygienischen Paradigmas“
Nach Hans-Walter Schmuhl kennzeichnen vier Strukturelemente das „rassenhygienische Paradigma“:
1. „Die Rassenhygiene stützte sich auf das für die Theoriebildung des Sozialdarwinismus grundlegende monistische Axiom, demzufolge das Gesellschaftsgeschehen auf Naturgesetzen – nämlich auf den für die darwinistische Evolutions- und Selektionstheorie aufgezeigten Entwicklungsgesetzen – beruht. Von dieser Prämisse ausgehend konstituierte sich der Sozialdarwinismus als Naturlehre der Gesellschaft.
2. Die Rassenhygiene setzte den für die selektionistische Phase des Sozialdarwinismus charakteristischen Primat des Selektionsprinzips voraus, der mit einer Relativierung der für die evolutionistische Phase des Sozialdarwinismus typischen teleologischen Dimension des Evolutionstheorems verbunden war.
3. Die Rassenhygiene empfing dynamisierende Impulse aus der Dichotomie, der Unvereinbarkeit von Degenerationstheorien und Züchtungsutopien.
4. Die Rassenhygiene entwickelte auf der Grundlage einer bioorganismischen Metaphorik einen entschiedenen Antiindividualismus, der den Wert des Menschenlebens gegenüber der als höhere Seinsstufe verstandenen Gesellschaft relativierte.“[17]

Zentraler Bestandteil des rassenhygienischen Paradigmas sei das Degenerationskonzept, da „sich die Träger ‚minderwertigen Erbguts’ rascher vermehrten als die Träger‚ hochwertiger Erbanlagen’, so daß es von Generation zu Generation zu einer progressiven Erosion der genetischen Substanz – bezogen auf die Gesamtbevölkerung – kommen müßte“, wodurch sich die „apokalyptischen Bevölkerungsdiskurse“ in der ersten Hälfte des 20. Jahrhunderts erklären lassen.

## Hintergründe

### Vordenker
Die moderne Eugenik hat ihren Ursprung im 19. Jahrhundert. Vorstellungen, Maßnahmen und Begründungen von staatlichen und gesellschaftlichen Eingriffen und Einflussnahmen auf die Reproduktion sind bereits seit der Antike bekannt. Sie finden sich bereits in Platons Politeia, die sich hier jedoch auf das staatliche Selektieren und Erziehen von so genannten „Wächtern“ beschränkt und nicht etwa auf die Bewertung ihres Erbguts abzielen.
In der Renaissance finden sich entsprechende Gedankengänge in den sozialutopischen Schriften Utopia von Thomas Morus, Nova Atlantis von Francis Bacon und La città del Sole von Tommaso Campanella.

### Gobineau
Der französische Schriftsteller Arthur de Gobineau publizierte 1852 bis 1854 einen vierbändigen Essai sur l’inégalité des races humaines (Versuch über die Ungleichheit der Menschenrassen), in dem er den Begriff der Rassenmischung einführte und den in der Sprachwissenschaft gebräuchlichen Begriff des Ariers in den Bereich der Rassentheorien übernahm. Er postulierte eine nordisch-arische Ursprungsrasse und propagierte deren Erhaltung oder Wiederherstellung durch Menschenzüchtung und Auslese. Die Vermischung von Rassen betrachtete er als schädlich, was damals plausibel war, da man nach einer verbreiteten Hypothese (blending inheritance oder mischende Vererbung) die Vererbung an das Blut gebunden dachte, bei dessen fortschreitender Mischung wertvolle Anlagen durch Verdünnung verloren gehen würden. Gregor Mendels Entdeckung, dass das Erbmaterial sich nicht wie eine Flüssigkeit verhält, sondern aus voneinander unabhängigen Erbanlagen besteht, wurde in der Fachwelt erst im Jahre 1900 zur Kenntnis genommen und etablierte sich dann im Verlauf einiger Jahrzehnte als herrschende Lehre.
Gobineaus Thesen stießen in der deutschen Übersetzung von Karl Ludwig Schemann auf eine breite Resonanz, gewannen zusätzliche Popularität in den Grundlagen des neunzehnten Jahrhunderts von Houston Stewart Chamberlain und verbreiteten sich über Cecil Rhodes, den Alldeutschen Verband und das Programm der 1914 gegründeten Deutschvölkischen Partei bis hin zum Nationalsozialismus.

### Sozialdarwinistische Gesellschaftstheorien
Charles Darwin veröffentlichte 1859 sein Buch Die Entstehung der Arten durch natürliche Zuchtwahl (so die deutsche Übersetzung). Darin beschrieb er seine Theorie der natürlichen, von Generation zu Generation ständig erneuerten Auslese der am besten angepassten Tier- und Pflanzenarten. Dies sei die Haupttriebkraft der Evolution zu neuen Arten. 1871 veröffentlichte er sein Werk Die Abstammung des Menschen und die geschlechtliche Zuchtwahl. Damit teilte Darwin die seit Malthus verbreitete Ansicht, sozialstaatliche Maßnahmen und natürliche Auslese seien unvereinbar.
Herbert Spencer (1820–1903) übernahm Darwins Begriff struggle for life (deutsch oft mit „Kampf ums Dasein“ übersetzt) und prägte den – oft irrtümlich Darwin zugeschriebenen – Begriff „Survival of the Fittest“, in einer zeitgenössischen Übersetzung als „Überleben der Passenden“ wiedergegeben. Dieser Begriff war bereits bei seinem Aufkommen umstritten. Thomas Henry Huxley machte darauf aufmerksam, dass er wegen der Mehrdeutigkeit von „fittest“ von vielen als Überleben der Besten oder am höchsten Entwickelten interpretiert werde, was jedoch nicht korrekt sei. Damit sei schon viel Schaden angerichtet worden.
Albert Schäffle (1821–1903) entwarf in seinem Werk Bau und Leben des sozialen Körpers (1875–78) das Bild einer Gesellschaftsordnung, die in allen Teilbereichen und Erscheinungsformen der Anatomie des menschlichen Körpers gleicht. Er folgerte daraus unter anderem die Aussichtslosigkeit der Sozialdemokratie (Buchtitel 1885), die auf einem illusorischen Gleichheitsprinzip und Menschenbild beruhe.
Grundgedanke sozialdarwinistischer Gesellschaftstheorien war, dass die natürliche Auslese, der zum Überleben Geeignetsten, durch auf unterschiedslose Lebenserhaltung ausgerichtete Medizin und Sozialfürsorge behindert werde. Vertreter dieser Annahme behaupteten, dass eine die „natürliche Auslese“ beeinträchtigende Sozialpolitik zu einer „Gegenauslese“ und damit zu einer allmählichen Schwächung der Volksgesundheit führe. Ein Vordenker der Eugenik ist der Zoologe Ernst Haeckel (1834–1919). Er vertrat die Meinung, dass „die Völkergeschichte […] größtenteils durch natürliche Züchtung erklärbar [sei], es daneben aber auch die künstliche Züchtung“ gebe. Als Beispiel nennt er die Spartaner, die schwächliche, kranke oder missgebildete Neugeborene töteten: „Gewiss verdankt das Volk von Sparta dieser künstlichen Auslese oder Züchtung zum großen Teil seinen seltenen Grad an männlicher Kraft und rauer Heldentugend.“ Dieser Vergleich sollte später von den Rassenhygienikern und auch von Hitler aufgegriffen werden.
Der Philosoph Heinrich Rickert (1863–1936) prägte 1899 dafür den Begriff des Biologismus, den er als politisierende Ideologie kritisch von der Biologie abgrenzte (Kulturwissenschaft und Naturwissenschaft 1899; Der Biologismus und die Biologie als Naturwissenschaft 1911).

### Eugenik in der Arbeiterbewegung
Eugenische Tendenzen fanden auch Eingang in die Arbeiterbewegung. Nach Reinhard Mocek versuchte sich die frühe Arbeiterbewegung ihrer Ziele auf sozialphilosophische und gleichzeitig auf biologistische Weise selbst zu vergewissern. In dem Sinne gab es einen „proletarischen Biologismus“ oder eine „proletarische Befreiungsbiologie“. Dabei seien frühe, am Phrenomesmerismus, an Franz Anton Mesmer und Franz Joseph Gall orientierte Ansätze, zu August Bebels Zeiten vom Neolamarckismus abgelöst worden. Mit Karl Kautsky hätte sich eine „kopernikanische Wende“ der Diskussion in der Arbeiterbewegung abgezeichnet. Bürgerliches Denken habe zunehmend an Einfluss gewonnen; an die Stelle der Wiederherstellung der natürlichen Rechte der Menschen sei nun die Neugestaltung der menschlichen Existenz getreten. Dass sich Kautsky an Fragen wie Entartung und Überbevölkerung wagte, habe dabei zur Herausbildung einer reformistischen Sozialpolitik beigetragen.
Eine Reihe von Mitgliedern der britischen Fabian Society war ebenfalls Eugeniker. Der sogenannte „Minority Report“ (zur Armenpolitik) von Beatrice Webb und Sidney Webb, 1. Baron Passfield war unter anderem Grundlage des ersten Programms der Labour Party und eugenisch geprägt. Dies galt ebenfalls für wesentliche, für den britischen wie für den schwedischen Wohlfahrtsstaat formende Persönlichkeiten wie Richard Titmuss und Gunnar Myrdal.

## Hauptvertreter

### Francis Galton

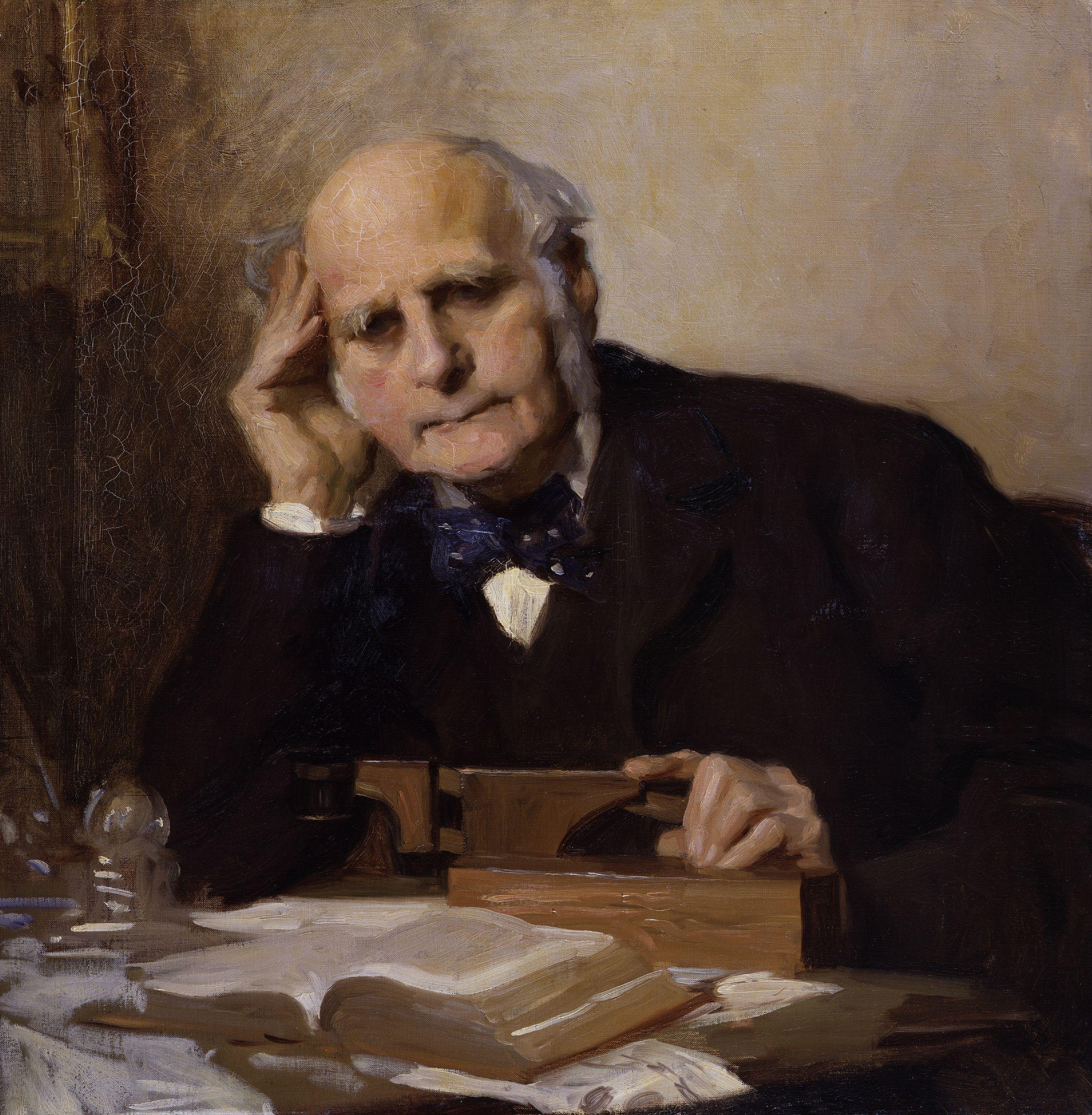
Francis Galton

Der britische Gelehrte Francis Galton erfand 1883 den Begriff Eugenik und veröffentlichte mit Inquiries into human faculty and its development ein grundlegendes Werk zu dem Thema. Mit seinen Büchern Hereditary Talent and Character (1865) und Hereditary Genius: An Inquiry into its Laws and Consequences (1869) begründete er die Eugenik als Wissenschaft.
Galton war ein Cousin sowie ein Anhänger Darwins, er konnte sich nach medizinischen und mathematischen Studien aufgrund einer Erbschaft als Privatgelehrter niederlassen. Galton suchte Merkmale zum Vergleichen und Unterscheiden von Menschenrassen und bemühte sich, menschliche Charaktereigenschaften auf genetische Ursachen zurückzuführen. Darwins Pangenesistheorie, die die wesentlichen Vererbungsmerkmale auf die unveränderlichen Keimzellen zurückführt, lehnte er ab. Seine statistische und biometrische Methodik und seine experimentell psychologische Vorgehensweise war zur damaligen Zeit bahnbrechend.
Galton fasste den Rassenbegriff weit im Sinne von Untergattung. Er erhob die Erbgesundheit zum entscheidenden Kriterium für den Wert einer solchen Rasse, bei seinem (biologisch falschen) Vererbungsmodell führte Rassenmischung zu einer qualitativen Verschlechterung des Erbguts. Galton zufolge war es sinnvoll, die bislang zufällige Vererbung positiver Eigenschaften bewusst zu fördern, die Vererbung negativer Eigenschaften dagegen zu vermeiden, um so insgesamt eine Rassenverbesserung zu erzielen.
Als Problem sah Galton und mit ihm etliche seiner geistigen Nachfolger bis in die Gegenwart die geringere und im Lebensalter spätere Vermehrung sozial höhergestellter Personen, die für Galton zugleich die geistige Elite stellten. Sozial schwächer Gestellte und Minderbegabte vermehrten sich dagegen stärker und früher. Dieses Missverhältnis sei mit politischen Maßnahmen zu bekämpfen, um den Anteil von Hochbegabten national wie international vorrangig zu fördern.
Zur Verwirklichung seiner Ziele gründete Galton aus eigenem Vermögen eine Professur, ein Institut, ein Labor und die internationale Gesellschaft „Eugenics Education Society“ (1908). Damit sorgte er selbst für die organisierte Weiterentwicklung seines Forschungsprogramms auch über Großbritannien hinaus.

### Alexander Graham Bell
Der erste kommerzielle Betreiber der Telefonie, Alexander Graham Bell, hatte sich zeit seines Lebens mit Phonetik und Sprachübertragung wie auch mit Gehörlosigkeit beschäftigt. Seine Frau war selbst seit ihrer frühen Kindheit taubstumm, seine Mutter war taubstumm und sein Vater Alexander Melville Bell war ein berühmter britischer Phonetiker. Bell war der eugenischen Bewegung eng verbunden und hielt Taubheit für einen vermeidbaren Defekt, wenn es Eheverbote unter Taubstummen gebe. Eine Ehe zwischen einem Taubstummen und einem Nicht-Taubstummen sei unproblematisch. Der einflussreiche Unternehmer wurde von dem Biologen David Starr Jordan beim Committee on Eugenics eingeführt, das unter der Schirmherrschaft der Amerikanischen Viehzüchtervereinigung tagte.
Bell und seine Kollegen übertrugen echte oder angebliche Ergebnisse der Viehzucht ohne Einschränkung auf den Menschen und verallgemeinerten fragliche Privatforschungen Bells zu einem erhöhten Vorkommen von Taubheit auf der Insel Martha’s Vineyard auf die gesamte Menschheit. Von 1912 bis 1918 stand Bell dem wissenschaftlichen Beirat des Büros für Eugenische Statistik (Eugenics Record Office) beim hochangesehenen Cold Spring Harbor Laboratory in New York vor und hatte 1921 den Vorsitz der zweiten Internationalen Eugenikkonferenz im American Museum of Natural History. Bis in die späten 1930er Jahre hatten eine erhebliche Anzahl amerikanischer Bundesstaaten die verpflichtende Sterilisierung von Gehörlosen eingeführt. International bekannt und in Europa teilweise kopiert wurden insbesondere die strengen kalifornischen Vorgaben. Als Folge wurden zahlreiche gehörlose Menschen ohne ihr Wissen und ohne ihr Einverständnis sterilisiert.

### Alfred Ploetz
In seinem Buch Die Tüchtigkeit unserer Rasse und der Schutz der Schwachen (1895) führte der Arzt Alfred Ploetz (1860–1940) den Begriff „Rassenhygiene“ anstelle von Eugenik ein. Er erläuterte ihn als „Lehre von den Bedingungen der optimalen Erhaltung und Vervollkommnung der menschlichen Rasse (der Vitalrasse im Unterschied zur Systemrasse)“. Unter „Vitalrasse“ verstand er die jeweils gesundesten Exemplare jeder nach Hautfarbe und anderen Körpermerkmalen unterschiedenen „Systemrasse“ im Sinne Gobineaus. Er wollte also keine bestimmte „höhere“ Rasse heranzüchten, sondern den Anteil aus seiner Sicht gesunden Erbgutes bei allen Völkern und Rassen fördern.
Demgemäß entwarf er das Bild einer Gesellschaft, in der die moralischen und intellektuellen Fähigkeiten über Heiratsmöglichkeiten, Erlaubnis oder Verbot der Fortpflanzung und die erlaubte Kinderzahl entscheiden. Unerlaubt gezeugte Kinder sollten abgetrieben, Kranke und Schwache, Zwillinge und Kinder als zu alt oder jung bewerteter Eltern sollten „ausgejätet“ werden:

„Stellt es sich heraus […], daß das Neugeborene ein schwächliches oder mißgestaltetes Kind ist, so wird ihm von dem Ärzte-Collegium, das über den Bürgerbrief der Gesellschaft entscheidet, ein sanfter Tod bereitet, sagen wir, durch eine kleine Dosis Morphium. Die Eltern, erzogen in strenger Achtung vor dem Wohle der Rasse, überlassen sich nicht lange rebellischen Gefühlen, sondern versuchen es frisch und fröhlich ein zweites Mal, wenn ihnen dies nach ihrem Zeugnis über Fortpflanzungsfähigkeit erlaubt ist.“

Nach Ploetz’ Ansicht begünstigten Kriege und Revolutionen überwiegend rassisch minderwertige Individuen, während hochwertige dabei „ausgemerzt“ würden. Diese „Contraselection“ wollte er künftig unterbinden. Dazu sollte jedoch der allgemeine „Kampf ums Dasein“, also die Bedingungen für die Selbstbehauptung starker und gesunder gegenüber schwachen und kranken Individuen, aufrechterhalten bleiben.
Ab 1904 gab Ploetz die Zeitschrift Archiv für Rassen- und Gesellschafts-Biologie heraus, die seine Ideen in einen wissenschaftlichen Diskurs einbrachte und so die jüngere Ärztegeneration nach der Jahrhundertwende stark beeinflusste. Erst in späteren Werken rückte Ploetz von den Ideen der gesellschaftlich geförderten „Auslese und Ausjäte“ ab.

### Wilhelm Schallmayer

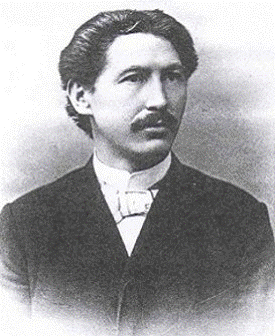
Wilhelm Schallmayer

Der Arzt und Privatgelehrte Wilhelm Schallmayer (1857–1919) verfasste 1900 unter dem Eindruck der damals gerade wiederentdeckten Vererbungsgesetze nach Gregor Mendel den Aufsatz Vererbung und Auslese im Lebenslauf der Völker, eine staatswissenschaftliche Studie auf Grund der neuen Biologie. Dafür gewann er ein von Friedrich Krupp mit 30.000 Reichsmark dotiertes Preisausschreiben zum Thema: Was lernen wir aus den Prinzipien der Descendenztheorie in Beziehung auf die innenpolitische Entwicklung und Gesetzgebung der Staaten? 1903 folgte die programmatische, immer wieder überarbeitete Schrift Über die drohende körperliche Entartung der Kulturmenschheit. Damit wurde Schallmayer zum führenden Vertreter der deutschen Rassenhygiene neben Alfred Ploetz.
Anders als Galton wollte er nicht Personen mit höher bewerteten Erbeigenschaften vermehren (positive Eugenik), sondern die Nachkommen von Personen mit unterdurchschnittlichen, negativ bewerteten Erbeigenschaften begrenzen und so eine angebliche Degeneration der Menschheit verhindern (negative Eugenik). Wie die Sozialdarwinisten vor ihm machte er zivilisatorische Errungenschaften, vor allem sozialpolitische und medizinische Eingriffe in natürliche Entwicklungen, für diese Degeneration verantwortlich. Anders als die Rassentheoretiker sah er jedoch kein spezifisch rassisches, sondern jedes individuelle und nationale organische Erbgut als „höchstes Gut“ an, das es zu schützen und zu vermehren gelte.
Schallmayer prägte hierzu den Begriff der Sozialeugenik:
„Das Gegenstück zur Entartung ist die durchschnittliche Erhöhung der Tüchtigkeit einer Bevölkerung. Eine solche Erhöhung, mindestens aber die Verhinderung des Gegenteils, ist das Ziel der Sozialeugenik. Das Wort Eugenik, das der griechischen Sprache entlehnt ist, enthält den Begriff des Glücklichgeborenseins, d. h. geboren mit günstigen Erbanlagen. Sozialeugenik ist also die Lehre von den Bedingungen, unter denen eine Bevölkerung sich günstige Erbanlagen erhält und sie vermehrt. Diese Lehre will natürlich nicht bloß Lehre bleiben, sondern will auch eine eugenische Praxis im Gefolge haben.“
Dazu forderte er eine „Erziehung zur Moral des Rassedienstes“. Denn die „überlieferten Begriffe von Gerechtigkeit und freiem Willen“ verhinderten die „Anerkennung der durch die Erbanlagen mitbedingten großen Wertunterschiede“ zwischen Menschen. Die notwendige Priorität der Erbgutförderung sei daher nur durch frühzeitige auch emotionale ideologische Beeinflussung der Jugend zu erreichen.
Dabei verglich Schallmayer die Erbgüter eines Volkes mit seinen vorhandenen Sachgütern: Wie eine Nationalökonomie, so sei auch eine „Nationalbiologie“ notwendig, um das nationale Erbgut vernünftig zu verwalten und die Auslese als positiv bewerteter, zugleich Reduktion als negativ bewerteter Eigenschaften von Eltern und Kindern bewusst zu lenken. Sie müsse sowohl ein quantitatives Bevölkerungswachstum wie eine qualitative Fortpflanzungsauslese anstreben.
Als bevölkerungspolitische Maßnahmen schlug er dazu vor:
- staatliche Elternschafts- und Nachwuchssicherung,
- eine Erbrechts- und Steuerreform zugunsten von Familien mit mehreren Kindern,
- eine nach der Kinderzahl gestaffelte Beamtenbesoldung,
- staatliche Gesundheitszeugnisse als Eheerlaubnis,
- erbbiografische Karteien, um künftige Generationen als fortpflanzungsfähig und -berechtigt einstufen zu können,
- unter Umständen Eheverbote, Zwangsasylierung und Sterilisation.[37]

### Ludwig Woltmann
Der Sozialanthropologe Ludwig Woltmann (1871–1907) hatte 1900 für seine Arbeit Politische Anthropologie, eine Untersuchung über den Einfluß der Descendenztheorie auf die Lehre von der politischen Entwicklung der Völker neben Schallmayer das kruppsche Preisausschreiben gewonnen. Er lehnte die Ehrung jedoch ab und veröffentlichte das Buch selbst. Ab 1902 gab er zudem die Politisch-Anthropologische Revue zur Verbreitung „politisch-anthropologischer Wahrheiten“ heraus.
Im Anschluss an Gobineau und Houston Stewart Chamberlain erklärte Woltmann die gesellschaftliche Entwicklung mitsamt ihrer sozialen Schichtung und Parteienbildung als Folge von Rassenunterschieden. Der „arische Mensch“ sei der eigentliche Träger der Kultur. „Vollblutgermanen“ hätten alle bedeutenden wissenschaftlichen und kulturellen Fortschritte eingeleitet. Diese Führungsrolle sei durch Rassenmischung gefährdet. Denn „niedere Rassen“ wie Mongolen, „Indianer“ und „Neger“ könnten keinen „erbbiologischen Beitrag zur Verbesserung der weißen Rasse leisten“. Deshalb müsse man deren Erbgut durch Rassenhygiene schützen.
Dabei dachte Woltmann zum einen an allgemeine hygienische und sanitäre Maßnahmen, zum anderen an das Zulassen von Seuchen und Kindersterblichkeit, da deren Bekämpfung die natürliche Auslese der Starken zugunsten der Schwachen verhindere. Zudem rechtfertigte er die Unterwerfung und Kolonisierung andersrassiger Völker, da diese nicht „kulturfähig“ seien und nicht zivilisiert werden könnten.
Im Gegensatz zu Ploetz und Schallmayer vertrat Woltmann also die Ansicht, dass Erbgutmischungen aus verschiedenen Rassen in jedem Fall schädlich für kulturellen Fortschritt und daher politisch zu bekämpfen seien.

### Alfred Methner
Der Mediziner Alfred Methner (1857–1933), Direktor des Diakonissenkrankenhauses Bethanien zu Breslau, schrieb 1906 das Buch Organismen und Staaten, Eine Untersuchung über die biologischen Grundlagen des Gesellschaftslebens und Kulturlebens. Das Buch erschien in der Sammlung von Preisschriften Natur und Staat. Beiträge zur naturwissenschaftlichen Gesellschaftslehre beim Verlag Gustav Fischer in Jena.
Methner stellt fest: Die Veränderungen, welche der Mensch innerhalb der Kulturwelt erleidet, kommen zum Ausdruck in der Entstehung und Entwicklung der menschlichen Rassen und
Die Bemühungen des Menschen, den Naturverlauf und den Zusammenhang der Dinge kennen zu lernen, haben wir in Gestalt von Religion und Wissenschaft vor uns, und das Ziel beider ist die Schaffung einer Weltanschauung.

### Alfred Erich Hoche und Karl Binding
Der Freiburger Psychiater Alfred Hoche (1865–1943) und der Strafrechtler Karl Binding (1841–1920) veröffentlichten 1920 die gemeinsame Schrift Die Freigabe der Vernichtung lebensunwerten Lebens. Diese begründete die sogenannte Euthanasie und brachte diesen Begriff (wörtlich „schöner Tod“, damals im Sinn von „schmerzlosem Töten“) mit der „Vernichtung lebensunwerten Lebens“ in Verbindung.

### Fritz Lenz
Fritz Lenz (1887–1976) war 1933 der erste Inhaber eines Lehrstuhls für Rassenhygiene und trat offen für die negative Eugenik in Form von Schwangerschaftsabbruch und Sterilisation ein. Gemeinsam mit Erwin Baur und Eugen Fischer schrieb er ab 1921 das zweibändige Werk Grundriß der menschlichen Erblichkeitslehre und Rassenhygiene, in späteren Auflagen Menschliche Erblichkeitslehre und Rassenhygiene. Die letzte Auflage des ersten bzw. zweiten Bandes erschien 1931 bzw. 1936. Nach 1945 war Fritz Lenz Professor für Humangenetik in Göttingen.

### Alfred Grotjahn

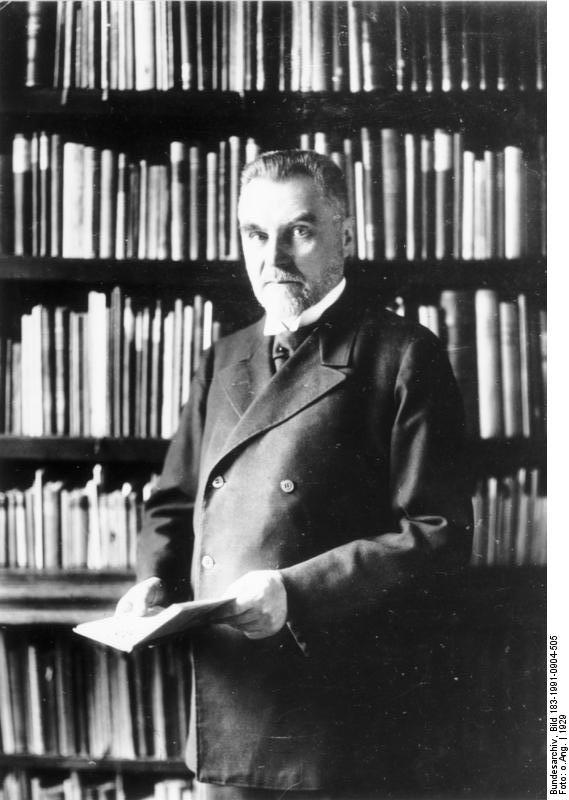
Alfred Grotjahn, 1929

Alfred Grotjahn (1869–1931) gilt als Begründer der Sozialhygiene in Deutschland und verband diese mit der Eugenik zu einer „sozialistischen Eugenik“, die, so der Historiker Michael Schwartz, nicht undifferenziert mit extremen oder gar nationalsozialistischen Formen der Rassenhygiene gleichgesetzt werden sollte. So lehnte der eher sozialwissenschaftlich orientierte Grotjahn rassenanthropologische Vorstellungen wie die von Alfred Ploetz scharf ab. Grotjahn war seit der Novemberrevolution Mitglied der SPD und gehörte dort dem rechten Flügel an. Bedeutung erlangte er für die Eugenikbewegung wegen der akademischen Qualität, die er seinen Vorstellungen zur Eugenik gegenüber früheren ähnlichen Synthesen zwischen eugenischen und sozialistischem Gedankengut verlieh. Er hatte auch als einer der ersten deutschen Hochschullehrer seit 1914 eugenische Inhalte kontinuierlich in seinem Lehrprogramm.
Aufgrund seiner Ansicht, dass bei Berücksichtigung geringfügiger „kleinerer Körperfehler“ wie Augenschwäche und Knochenverkrümmungen ein Drittel der Bevölkerung für minderwertig erklärt werden müsste, wird Grotjahn heute gelegentlich als besonders radikaler Eugeniker genannt. Der Historiker Michael Schwartz bezeichnet dies jedoch als eklatante Fehlinterpretation, hervorgerufen durch Unkenntnis von dessen Gesamtkonzeption, da Grotjahn nicht, wie teilweise behauptet, dieses Drittel durch Sterilisierung von der Fortpflanzung ausschließen wollte. Vielmehr sollten die umweltbedingten Körperfehler, der weitaus überwiegende Teil, durch rein sozialhygienische Mittel behoben werden; für die verbleibenden Fälle waren bei Grotjahn überwiegend eugenisch motivierte Anwendung von Verhütungsmitteln sowie Anstaltsunterbringung bei schwereren Fällen vorgesehen. Nur als äußerste Notlösung kamen für Grotjahn auch eugenisch motivierte Abtreibung und Sterilisation in Frage.

## Politische Anwendung bis 1945

### Großbritannien
John Maynard Keynes war Befürworter der Eugenik und Direktor der British Eugenics Society von 1937 bis 1944. 1946 erklärte Keynes die Eugenik zum wichtigsten und ehrlichsten Zweig der Soziologie. Andere britische Intellektuelle, wie George Bernard Shaw, Harold Laski und Beatrice Webb, waren ebenfalls Anhänger der Eugenik.
Winston Churchill war ebenfalls ein Vertreter der Eugenik; er sah in den „Geistesschwachen“ und „Verrückten“ eine Bedrohung für Wohlstand, Vitalität und Kraft der britischen Gesellschaft. Als Politiker trat er für Segregation und Sterilisierung ein, damit der „Fluch mit diesen Menschen ausstirbt und nicht an nachfolgende Generationen weitergegeben wird“.

### USA
1896 wurde im US-Bundesstaat Connecticut ein gesetzliches Heiratsverbot für „Epileptiker, Schwachsinnige und Geistesschwache“ erlassen. Später wurde es mit Zwangssterilisationen verbunden. Daraufhin sollen geschätzte 100.000 Menschen im Rahmen dieses Programms sterilisiert worden sein, häufig ohne Information über die Folgen des Eingriffs.
1903 richtete die American Breeders Association („Amerikanische Züchtervereinigung“) ein „Eugenik-Komitee“ ein. Diesem zufolge sollten mindestens 10 Millionen US-Bürger an der Fortpflanzung gehindert werden.
1907 wurde in Indiana erstmals Zwangssterilisation aus eugenischen Gründen gesetzlich erlaubt. Weitere 32 US-Bundesstaaten erließen ähnliche Gesetze. Daraufhin wurden rund 60.000 US-Bürger sterilisiert, besonders viele davon in Kalifornien.
1921 fand in New York der zweite internationale Eugenik-Kongress unter der Schirmherrschaft des American Museum of Natural History statt. Die Organisatoren und Honorarpräsident Alexander Graham Bell strebten Gesetze an, die die Ausweitung von „defekten Rassen“ verhindern sollten. 1922 entstand die American Eugenics Society (AES). Der Eugenikerbund Eugenics Record Office (ERO) hatte zahlreiche Mitglieder, von denen einige auch in Deutschland bekannt und hochgeachtet waren: darunter der Leiter Harry Laughlin, Charles Davenport und Lothrop Stoddard. Letzterer lernte Adolf Hitler persönlich kennen und unterstützte dessen Rassenideologie.
Zu den Unterstützern der Eugenik zählten zudem Theodore Roosevelt, die National Academy of Sciences und der National Research Council.

### Kanada
In Kanada waren Zwangssterilisierungen im Rahmen der Eugenik Anfang des 20. Jahrhunderts populär, insbesondere in Alberta. Der 1928 in Kraft getretene Sexual Sterilization Act of Alberta konzentrierte sich auf die Sterilisierung geistig Behinderter. Eine bekannte Unterstützerin dieser Politik war Emily Murphy, eine Vertreterin der Frauenbewegung.
Zur Bestimmung der zu sterilisierenden Individuen wurden Intelligenztests verwendet. Die Durchführung der Tests in der englischen Sprache bedeutete, dass Immigranten häufig niedrigere Punktzahlen erreichten, weswegen unter den Sterilisierten viele Einwanderer waren.

### Schweiz
Auf der Basis US-amerikanischer Vorbilder wurden auch in Europa eugenische Sterilisationspolitiken entwickelt. Die ersten eugenisch oder „rassenhygienisch“ begründeten Zwangssterilisationen und Zwangskastrationen in Europa fanden in der Schweiz statt, die allerersten an Patienten der psychiatrischen Klinik Burghölzli in Zürich unter deren Direktor Auguste Forel um 1890 sowie unter dessen Nachfolgern Eugen Bleuler, Hans Wolfgang Maier und Manfred Bleuler. Auch in anderen schweizerischen psychiatrischen Kliniken wie Wil im Kanton St. Gallen, später auch in vielen Spitälern diverser Kantone, wurden in der Schweiz im 20. Jahrhundert, bis in die 1980er Jahre hinein, Tausende von angeblich „erblich Minderwertigen“ zwangssterilisiert, größtenteils Frauen. Eine kleinere Anzahl von Frauen und Männern wurde zwangskastriert. Seit 1920 wurden in der Schweiz auch Sterilisationen und Kastrationen mittels Röntgenbestrahlung in hoher Dosis durchgeführt. In der Schweiz wurde im Kanton Waadt im Jahr 1929 das erste Gesetz zur eugenischen Zwangssterilisation in Europa erlassen; es wurde 1985 aufgehoben.
In der Schweiz waren neben dem Psychiater Auguste Forel (1848–1931) auch dessen Nachfolger Eugen Bleuler, Hans Wolfgang Maier und Manfred Bleuler an der Spitze der psychiatrischen Universitätsklinik Burghölzli in Zürich wichtige Propagandisten und – zusammen mit verschiedenen Chirurgen und Gynäkologen sowie anderen schweizerischen Psychiatern – treibende Kraft der Eugenik in der Schweiz. In diesem Kontext ist auch das sogenannte „Hilfswerk“ der 1912 in Zürich gegründeten Pro Juventute für die „Kinder der Landstraße“ zu sehen, das ein Programm zur Zerstörung der fahrenden Lebensweise der Jenischen war und von 1926 bis 1973 betrieben wurde. Die theoretischen Grundlagen dazu hatte der Bündner Psychiater Josef Jörger mit seinen „psychiatrischen Familiengeschichten“ jenischer Mitbürger gemacht, worin er diese als erblich minderwertig hinstellte.

### Skandinavien
Es folgte – ebenfalls 1929 – Dänemark mit einem entsprechenden Gesetz, 1934/35 Schweden, Norwegen, Finnland, 1937/38 dann Island und Lettland. Fast alle diese Staaten waren damals demokratisch – oft sozialdemokratisch – regiert.
Eines der umfassendsten Eugenikprogramme wurde in Schweden durchgeführt. Bereits 1909 wurde eine Schwedische Gesellschaft für Rassenhygiene (Svenska sällskapet för rashygien) zum Zweck der eugenischen Forschung gegründet. Ein Netzwerk aus Personen verschiedener Parteien arbeitete für die Gründung eines staatlichen Instituts für Rassenbiologie und setzte sich für ein Gesetz für „eugenische Sterilisierungen“ ein, darunter Herman Nilsson-Ehle, Nils Wohlin, Nils von Hofsten, Herman Lundborg, Alfred Petrén und Elis Essen-Möller. Zwei Gesetzesanträge für die Gründung eines solchen Instituts wurden ab 1921 in beide Kammern des Schwedischen Reichstags eingebracht. Unterzeichnet waren diese Anträge neben Anderen von Alfred Petrén, Nils Wohlin, Hjalmar Branting und Arvid Lindman. Die Antragsteller konnten sich dabei auf die Aussagen und Studien von Biologen und Rassentheoretikern insbesondere von den Universitäten Uppsala und Lund wie Carl Magnus Fürst, Torsten Thunberg, Herman Lundborg, Nils von Hofsten und Nils Heribert-Nilsson berufen.
Auf Grundlage der Gesetzesanträge beschloss der Schwedische Reichstag 1921 die Gründung des Staatlichen Instituts für Rassenbiologie an der Universität Uppsala. 1922 legten die Sozialdemokraten einen Gesetzentwurf zur Sterilisation geistig Behinderter ein. Die Verbreitung eugenischer Ideen in der schwedischen Sozialdemokratie wurde befördert durch einen engen Kontakt zu deutschen Sozialdemokraten, der auch durch den gegenseitigen Austausch von Gastwissenschaftlern an der Berliner Gesellschaft für Rassenhygiene und der Universität Uppsala gepflegt wurde.
1934 forderten Alva Myrdal und Gunnar Myrdal in ihrem Buch Eine Krise in der Bevölkerungsfrage Sterilisationsprogramme für „hochgradig lebensuntaugliche Individuen“. Im gleichen Jahre verabschiedete der schwedische Reichstag das erste Sterilisationsgesetz, das 1935 in Kraft trat und die freiwillige Sterilisation „geistig zurückgebliebener“ Menschen bei zu erwartenden „Erbschäden“ und Sterilisationen ohne Einwilligung der Betroffenen bei Befürwortung durch zwei Ärzte vorsah. Sterilisationsmaßnahmen wurden aber nicht nur von allen bedeutenden Parteien unterstützt, sondern auch von der lutherischen Schwedischen Staatskirche. Dieses Programm wurde 1941 mit einem zweiten Gesetz erweitert, das Sterilisationen aufgrund eugenischer oder sozialer Indikation ermöglichte. Die eugenische Indikation betraf sogenannte Geisteskranke, -schwache, und -gestörte, psychisch Kranke und Personen mit Missbildungen. Aufgrund der sozialen Indikation konnte nun auch als asozial angesehenes Verhalten wie etwa Alkoholismus zur Sterilisation führen. So konnten z. B. als antisozial angesehene Tanzhallenbesuche eines minderjährigen Mädchens zu dessen Zwangssterilisation führen. Insgesamt dauerte das schwedische Sterilisationsprogramm bis 1976 und führte zu 62.888 Sterilisationen, darunter nach Angaben einer schwedischen Untersuchungskommission von 1999 geschätzt zwischen 6000 und 15.000 entgegen dem Willen der betreffenden Personen.

### Sowjetunion
Bereits vor der Oktoberrevolution hatten russische Eugeniker die Rassen- und Klassenelemente der deutschen Rassenhygiene und der britisch-amerikanischen Eugenik weitgehend einhellig kritisiert und abgelehnt, und besonders auch nach der Revolution betonten sie die Bedeutung des gesellschaftlichen Umfeldes, der Bildung und Erziehung. Sie verurteilten Maßnahmen der negativen Eugenik wie Absonderung und Sterilisierung der „Untauglichen“, die in Deutschland, Skandinavien und in den USA so beliebt waren. Als Alternative schlugen sie eine Verbesserung der gesellschaftlichen Bedingungen, Reformen und Präventivmedizin vor. Dieser Trend setzte sich nach der Oktoberrevolution von 1917 fort.
Andererseits regte der Genetiker Alexander Serebrowski 1929 in einem Artikel „Anthropogenetik und Eugenik in der sozialistischen Gesellschaft“ die Anwendung neuester Techniken der künstlichen Befruchtung zur Züchtung von sowjetischen Supermenschen an. Diese Strömungen verschwanden später völlig, als die mendelsche Genetik und die Eugenik in der Sowjetunion mit Faschismus identifiziert wurden und der Lyssenkoismus zur Staatsdoktrin wurde. Eine praktische Umsetzung der Eugenik fand in der Sowjetunion nicht statt.

### Deutschland

#### Kaiserreich
Etwa seit Schallmayers Auszeichnung im kruppschen Preisausschreiben von 1900 wurde Eugenik bzw. Rassenhygiene in Deutschland öffentlich diskutiert und als Wissenschaft etabliert. 1905 gründeten die Herausgeber des Archivs für Rassen- und Gesellschaftsbiologie die Gesellschaft für Rassenhygiene. Nach deren Satzung mussten ihre Mitglieder alle der „nordischen weißen Rasse“ angehören und sollten möglichst Deutsch als Muttersprache haben. Fördernde Mitglieder brauchten sich dagegen nicht erbbiologisch untersuchen und registrieren zu lassen.
Sie bildete zudem eine deutsche Landesgruppe der 1908 gegründeten britischen Eugenics Education Society, Deutsch unter dem Namen Internationale Gesellschaft für Rassenhygiene. Neben Ploetz und Schallmayer gehörten Max von Gruber, Willibald Hentschel, der Schweizer Psychiater August Forel und der britische Statistiker Karl Pearson, ein Schüler Galtons, dazu. Mit dieser Besetzung übernahm die deutsche Eugenik-Sektion eine Führungsrolle bei der internationalen Durchsetzung ihres Themas. 1912 veranstalteten die bis dahin gebildeten Landesgruppen der Gesellschaft aus Deutschland, Großbritannien, den Niederlanden, Schweden, Norwegen und den USA ihren ersten internationalen Kongress.
Auch die Begründungen der frühen FKK-Bewegung für das nackte Miteinander der Geschlechter hatten rassehygienische Konnotationen, denn so konnten durch Krankheit, aber eben auch Rasse unerwünschte Geschlechtspartner leichter und frühzeitiger identifiziert werden.
Durch weitere Preisausschreiben, öffentliche Vorträge und das Auftreten auf der Internationalen Hygiene-Ausstellung Dresden 1911 gewann die Idee der Eugenik öffentliches Interesse und Einfluss auf andere Wissenschaftsbereiche wie Medizin und Kriminologie. 1913 wurde die „Deutsche Gesellschaft für Rassenhygiene“ in die medizinische Hauptgruppe der „Gesellschaft deutscher Naturforscher und Ärzte“ aufgenommen, so dass ihre wissenschaftliche Reputation wuchs und sie ihre Ideen nun besonders unter der Ärzteschaft verbreiten konnte. Bis 1914 wuchs ihre Mitgliedschaft auf 350 Personen an. „Die Deutsche Gesellschaft für Rassenhygiene war 1915/1916 auf Antrag der Berliner Ortsgruppe ein eingetragener Verein geworden“ und „in einen Bund von Ortsgruppen umgewandelt worden“. Ziel war vor allem, „propagandistische Methoden zu intensivieren“, mittels „Herausgabe einer volkstümlichen Zeitschrift“ und organisatorische Strukturen zu professionalisieren.
Den Ersten Weltkrieg sahen viele deutsche Rassenhygieniker als Gelegenheit zur Propagierung ihres Themas an. Sie erwarteten einerseits eine kriegsbedingte Auslese der Stärksten, fürchteten andererseits schwere Verluste derselben und ein Übergewicht „minderwertigen Erbguts“ als Kriegsergebnis. Die Gesellschaft für Rassenhygiene veröffentlichte einen Aufruf, in dem es hieß:

„Jeder deutsche Mann und jede deutsche Frau, die den Ernst und die Größe der Aufgabe erkannt haben, sollten daher die Arbeit der Gesellschaft für Rassenhygiene unterstützen.“

Erörterte bevölkerungspolitische Maßnahmen waren, die Wohnsituation kinderreicher Familien zu verbessern, Gesundheitszeugnisse auszustellen, den Alkoholmissbrauch und die Ausbreitung von Geschlechtskrankheiten zu bekämpfen und „Minderwertige“ sterilisieren zu lassen, um das nationale und rassische Erbgut zu schützen.
1916 benannte sie sich in Deutsche Gesellschaft für Rassenhygiene um. Bis 1918 wurde sie von „völkischen Rassenhygienikern“ wie Alfred Ploetz dominiert, nach 1922 übernahmen gemäßigte Wissenschaftler wie Hermann Muckermann die Führung, bevor 1933 NS-nahe Rassenhygieniker wie Ernst Rüdin das Wort führten.
Besonders Willibald Hentschel, der Vordenker der Artamanen-Bewegung, wollte Siedlungen zur Züchtung „hochwertiger“ Nachkommen gründen. Diese Idee scheiterte an der geringen Zahl der Teilnehmer. Die Eugenik-Lobbyisten bevorzugten die Verhinderung angeblich „minderwertiger“ Nachkommen, die sie weniger wissenschaftlich als mit ihren rassistischen und sozialdarwinistischen Vorurteilen definierten.

#### Weimarer Republik
In der Weimarer Republik organisierte sich eine „völkische Rassenhygiene“, die noch vor 1933 mit der NSDAP zusammenging, aber bis zur NS-„Gleichschaltung“ der deutschen Eugenik in der Minderheit blieb. Eine wichtige politische Vorreiterrolle bezüglich der Eugenik übernahm dabei der Freistaat Preußen, wo der sozialdemokratische preußische Innenminister Wolfgang Heine, in seiner Studentenzeit Mitglied eines eugenisch-utopischen Zirkels um Alfred Ploetz, durch eine Anregung zur Beratung der Problematik von ehelichen Gesundheitszeugnissen am Reichgesundheitsamt die Weichen für eine zukünftige eugenikfreundliche Politik innerhalb des Innenministeriums stellte. Nachdem 1919 die relevante Medizinalabteilung aus dem preußischen Innenministerium ausgegliedert und durch das neugegründete preußische Ministerium für Volkswohlfahrt übernommen worden war, das bis 1932 von den katholischen Zentrumspolitikern Adam Stegerwald und Heinrich Hirtsiefer geleitet wurde, wurde dort eine katholisch geprägte Eugenikpolitik verfolgt und das Ministerium für Volkswohlfahrt entwickelte sich besonders am Ende der 1920er zu einem deutschlandweit bedeutendem Zentrum der Eugenik, dessen medizinischer Abteilungsleiter Heinrich Schopohl im Juli 1932 dann auch im Radio verkündete, dass die Eugenik „im Dienste der Volkswohlfahrt“ stehe.

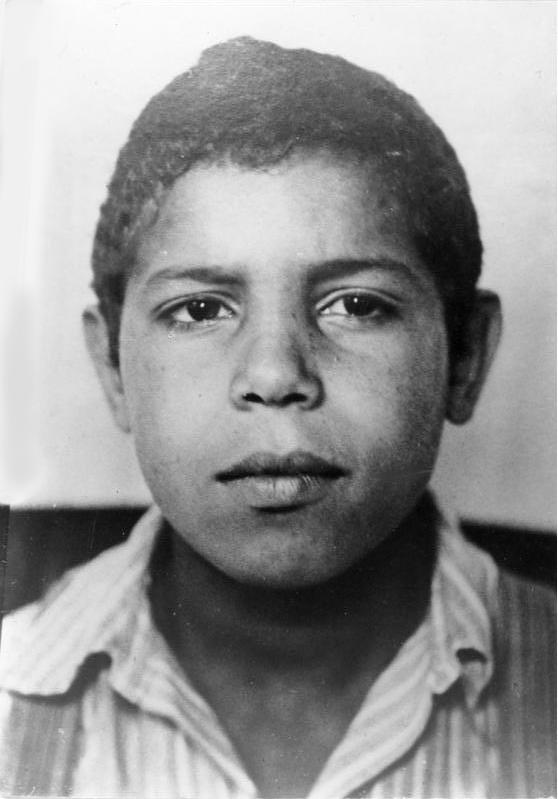
Junger Rheinländer, der als Bastard und erbkrank klassifiziert wurde. Es folgt die historische Originalbeschreibung, die das Bundesarchiv aus dokumentarischen Gründen übernommen hat. Erbkrank! Bastarde am Rhein. Ein Überbleibsel der Rheinlandbesetzung durch farbige Franzosen. Über 600 dieser unglücklichen Bastarde leben im Rheinland. Ein lebendiges Wahrzeichen des traurigsten Verrates an der weißen Rasse. Copyright by A-B-C. Bln.-Steglitz

Die politische Akzeptanz der Eugenik blieb bis 1933 in Deutschland sehr begrenzt: 1920 beschloss die deutsche Nationalversammlung die Einführung eines eugenischen Merkblattes mit Warnungen vor eventuell erbkrankem Nachwuchs durch Standesbeamte im Vorfeld jeder Eheschließung, lehnte jedoch mögliche Eheverbote gegen angeblich „Minderwertige“ strikt ab. Sterilisationsgesetze wurden von verschiedenen Parteien – am konsequentesten von der SPD – immer wieder diskutiert, aber auch der Entwurf eines Gesetzes zur freiwilligen eugenisch begründeten Sterilisation durch den Preußischen Landesgesundheitsrat (1932) trat niemals in Kraft. In Deutschland fielen dennoch seit 1937 u. a. Tausende von „Rheinlandbastarden“ der zwangsweisen Sterilisation zum Opfer, auch damals nicht vom Gesetz gedeckt. Allerdings kam zu den Beweggründen für dieses Verbrechen neben impliziten dysgenischen Erwägungen auch der Wunsch, die „Schande“ der Mischlingskinder zu beseitigen.
Durch das im Ersten Weltkrieg geweckte Interesse für Bevölkerungspolitik hielt die Eugenik nun auch Einzug in staatliche Institutionen. Im wirtschaftlichen Niedergang der frühen zwanziger Jahre und bei steil ansteigenden Sozialausgaben wurde in einer zumindest staatlicherseits weniger religiös geprägten Gesellschaft mit der Volksgesundheit auch der Umgang mit unheilbarer Krankheit öffentlich erörtert. Eine Mehrzahl der zeitgenössischen Ärzte stellten sich jedoch gegen Bindings und Hoches Forderung nach der Freigabe „lebensunwerten“ Lebens, da es nur eine Frage der Zeit sei, bis der Staat schließlich alle „unnützen Esser“ durch den „ärztlichen Henker“ umbringen werde.
1923 wurde mit Fritz Lenz’ Berufung an die Universität München erstmals ein Lehrstuhl für Rassenhygiene besetzt. Immer mehr mischten Rassenhygieniker nun auch beratend in der Politik mit, so wurde zum Beispiel 1929 ein „Reichsausschuss für Bevölkerungsfragen“ gegründet.
Die Mitglieder der „Deutschen Gesellschaft für Rassenhygiene“ Erwin Baur, Eugen Fischer und Fritz Lenz veröffentlichten ab 1921 das Grundlagenwerk: Grundriss der menschlichen Erblichkeitslehre und Rassenhygiene, in späteren Auflagen Menschliche Erblehre und Rassenhygiene.
1925 hat die „Deutsche Gesellschaft für Rassenhygiene“ Konkurrenz bekommen, der „Deutsche Bund für Volksaufartung und Erbkunde“ trat auf. Seine Zielsetzung war, die Eugenik „in ganz populärer, für jedermann verständlicher Form [zu] pflegen und verbreiten“. Zunehmend kamen in den Gesellschaften auch Ideen eines „nordischen Übermenschen“ zum Tragen und der „Berliner Gesellschaft“ wurde vorgeworfen, sie sei von Juden unterwandert. Zwar konnte sich 1929 bei den Wahlen zum Vorstand der „Gesellschaft für Rassenhygiene“ die gemäßigte Linie durchsetzen, sie vereinigte sich mit dem „Bund für Volksaufartung“ und wollte mit der Umbenennung in „Deutsche Gesellschaft für Rassenhygiene (Eugenik)“ auch die rassistische Komponente eliminieren, doch nach der sogenannten „Machtergreifung“ der Nationalsozialisten wurde die Führung ausgetauscht und die Prioritäten neu definiert. Ab 1926 gab es auch die „Deutsche Gesellschaft für Physische Anthropologie“ unter Eugen Fischer, die 1937 in Deutsche Gesellschaft für Rassenforschung umbenannt wurde. Fischers Konzept von „Rasse“ unterschied sich indes von den Vorstellungen der antisemitischen Völkische Bewegung: Die Eugenik verstand Nationen als „Vitalrassen“, deren Erbgesundheit durch das Auslöschen angeblich degenerierten Nachwuchses verbessert werde. Die völkische Rassenlehre dagegen glaubte an rassisch definierte Erbmerkmale und einen mythischen Kampf zwischen der „arischen“ und der „jüdischen Rasse“. In diesem Verständnis wurde „jüdisches Blut“ als männlich und konkurrenziell und damit als unkontrollierbar und gefährlich verstanden.
Ab 1930 enthielt die 1853 gegründete Münchener Medizinische Wochenschrift (J. F. Lehmanns Verlag), eine Zeitschrift für praktische Ärzte und Fachärzte, die ständige Rubrik Erblichkeit, Rassenhygiene und Bevölkerungspolitik.

#### Zeit des Nationalsozialismus

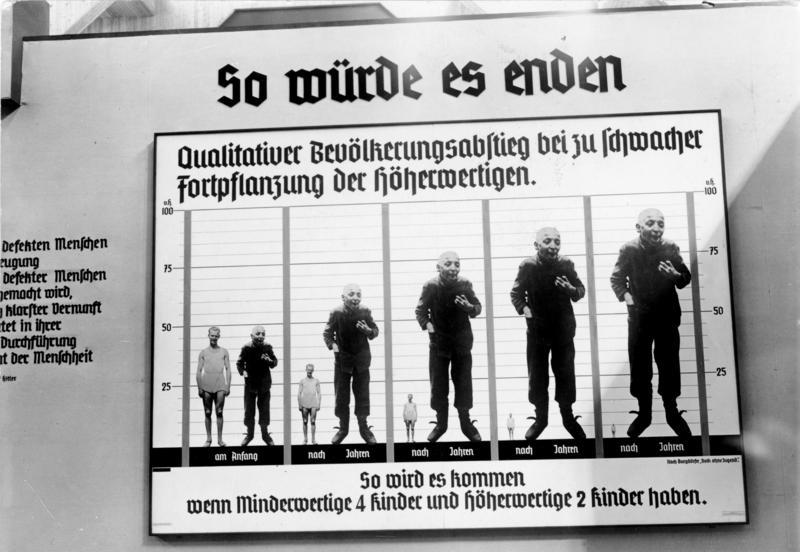
Ein „Informationsplakat“ aus der Ausstellung Wunder des Lebens 1935 in Berlin

Im Dritten Reich sollte die Geburtenrate „arischer“ Familien durch sozialpolitische Maßnahmen gesteigert werden und „lebensunwertes Leben“ verhindert, ausgesondert und vernichtet werden. Nach der Machtübernahme Hitlers wurde ein eugenisches Sterilisationsgesetz als wichtiger Teil der nationalsozialistischen Ideologie bereits im Juli 1933 eingeführt („Gesetz zur Verhütung erbkranken Nachwuchses“): Im Unterschied zu früheren Entwürfen sah es auch Zwangssterilisation vor, schrieb vergleichsweise großen Bevölkerungsgruppen erbliche Minderwertigkeit zu und führte – im internationalen Vergleich ohne Beispiel – in den wenigen Jahren bis 1939 tatsächlich zur Unfruchtbarmachung von etwa 300.000 Menschen, die bis 1945 um weitere 60.000 stieg. Ein Teil der Betroffenen ist auch an den Folgen der Sterilisationsoperation verstorben. Zum Vergleich: In den USA wurde zwischen 1907 und 1939 etwa eine Anzahl von 31.000 Menschen sterilisiert, in Schweden zwischen 1934 und 1948 etwa 12.000. Schadensersatzansprüche wurden in der Bundesrepublik Deutschland über lange Jahre abgelehnt. Erst Ende der 1970er Jahre erhielten Zwangssterilisierte eine Erwerbsunfähigkeitsrente.
Das Gesetz ermöglichte eine zielgerichtete Sterilisation bei verschiedenen Erkrankungen, für die man genetische Ursachen vermutete, nämlich bei „angeborenem Schwachsinn, Schizophrenie, zirkulärem (manisch-depressivem) Irresein, erblicher Fallsucht, erblichem Veitstanz (Huntingtonsche Chorea), erblicher Blindheit, erblicher Taubheit, schwerer erblicher körperlicher Missbildung, […] schwerem Alkoholismus.“ (Gütt/Rüdin/Ruttke (1934) Zur Verhütung erbkranken Nachwuchses. Gesetz und Erläuterungen, München: J.F.Lehmanns Verlag, S. 56). Die Sterilisation musste von „Erbgesundheitsgerichten“ auf Antrag des Betroffenen, seines Vormundes oder beamteter Ärzte oder von Anstaltsleitern beschlossen werden und war nach solch einem Beschluss „auch gegen den Willen des Unfruchtbarzumachenden auszuführen“ (Gütt u. a. 1934, S. 58).
Anders als in anderen europäischen Ländern mündete diese Radikalvariante von Eugenik im NS-Deutschland schließlich auch in die durch eugenische Abwertung von „Minderwertigen“ zumindest erleichterte systematische „Vernichtung lebensunwerten Lebens“. Bereits 1929 erklärte Hitler auf dem Reichsparteitag in Nürnberg:

„[…] würde Deutschland jährlich eine Million Kinder bekommen und 700.000 bis 800.000 der Schwächsten beseitigt, dann würde am Ende das Ergebnis vielleicht sogar eine Kräftesteigerung sein.“

Die Aktion T4 von 1939 bis 1941 bildete wiederum eine Brücke zum Holocaust an den europäischen Juden. Das exakte Verhältnis zwischen Eugenik und „NS-Euthanasie“ ist allerdings wissenschaftlich umstritten.

### Japanisches Kaiserreich
Die Eugenikbewegung in Japan wurde durch die Übersetzungen der Werke Mendels und durch Schriften aus den Vereinigten Staaten beeinflusst.
Dass ausländische Eugeniker wie Charles Davenport in den Vereinigten Staaten sich bemühten, japanische Einwanderung in den 1920er Jahren zu verbieten, tat der Popularität der Eugenik in Japan keinen Abbruch. Darüber hinaus hatten die wenigsten japanischen Eugeniker direkten persönlichen Kontakt mit ausländischen Eugenikern und erwarben einen Großteil ihres Wissens durch die Lektüre: Nach Jahrhunderten der Isolation Japans war das eugenische Ideal der ethnischen Reinheit für die japanische Gesellschaft durchaus attraktiv.
Vor die Herausforderung gestellt, die nationale Unabhängigkeit in einer Zeit des weltweiten Imperialismus zu verteidigen, erschien vielen Japanern die Eugenik als das probable Mittel.

## Eugenik nach 1945

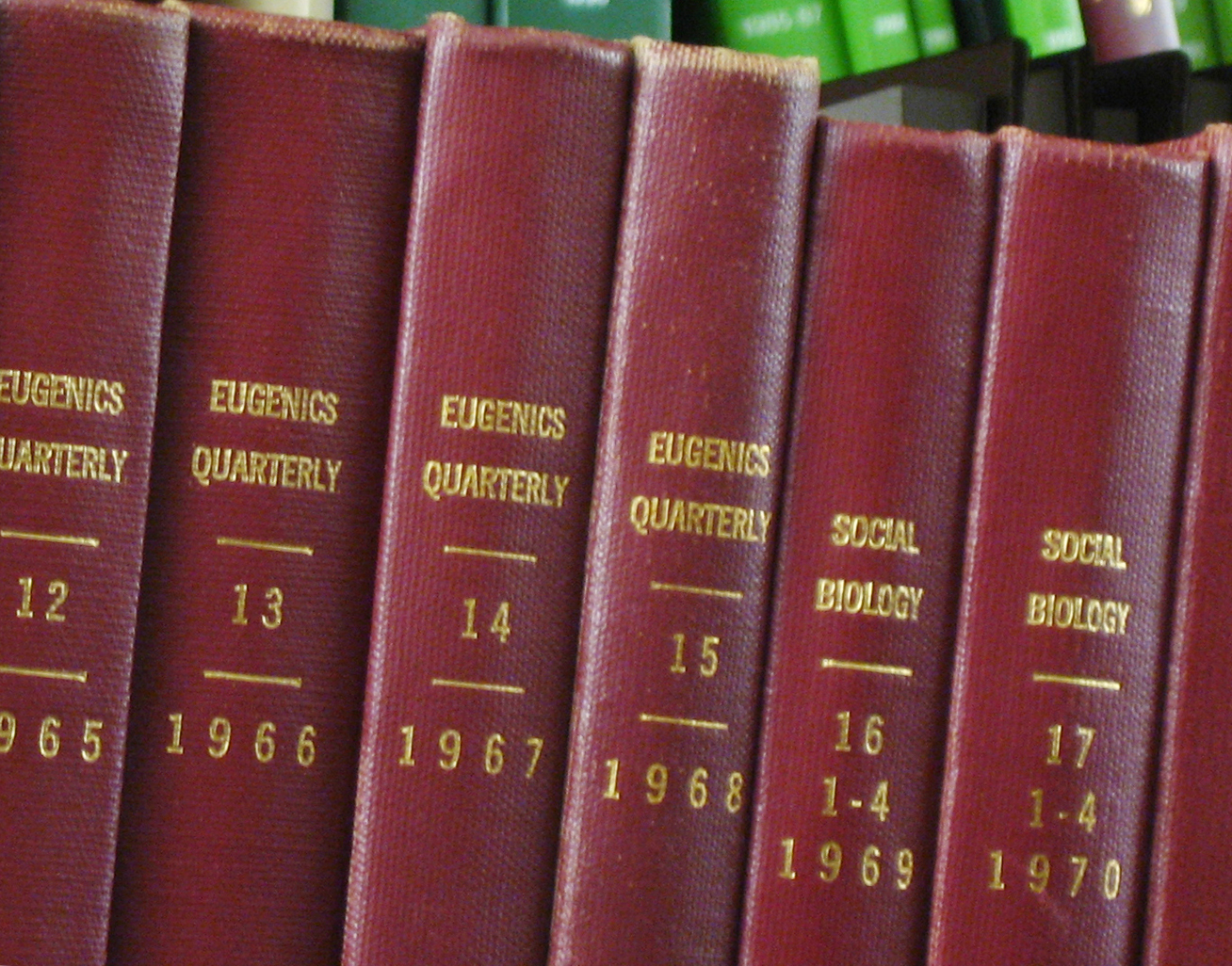
In der Nachkriegszeit wurde die Eugenik unter Akademikern zunehmend unpopulär. Viele wissenschaftliche Organisationen und Zeitschriften begannen sich von der Eugenik zu distanzieren, beispielsweise benannte sich 1969 Eugenics Quarterly in Social Biology um.

Unter dem Eindruck der nationalsozialistischen Rassenhygiene gaben viele Politiker und Wissenschaftler die Ideen der Eugenik auf. Die Allgemeine Erklärung der Menschenrechte wurde 1948 von den Vereinten Nationen unterzeichnet und enthält den Satz: „Heiratsfähige Männer und Frauen haben ohne jede Beschränkung auf Grund der Rasse, der Staatsangehörigkeit oder der Religion das Recht, zu heiraten und eine Familie zu gründen.“ 1978 erklärte die UNESCO die fundamentale Gleichheit aller Menschen zum Ideal.
Als Reaktion auf die Radikalisierung unter den Nazis wandten sich fast alle Länder von ihrer vormals praktizierten eugenistischen Politik ab, obwohl die Idee nicht verschwand. Julian Huxley, der erste Generaldirektor der UNESCO und Mitbegründer des World Wildlife Fund, zudem ein Präsident der britischen Eugenik-Gesellschaft und Unterstützer der Eugenik, sagte 1947:

“[E]ven though it is quite true that any radical eugenic policy will be for many years politically and psychologically impossible, it will be important for UNESCO to see that the eugenic problem is examined with the greatest care, and that the public mind is informed of the issues at stake so that much that now is unthinkable may at least become thinkable.”

„Auch wenn es sicher wahr ist, dass jegliche radikale eugenische Politik für viele Jahre politisch und psychologisch unmöglich sein wird, wird es für die UNESCO wichtig sein, zu erkennen, dass das Eugenik-Problem mit größter Sorgfalt untersucht wird und das öffentliche Bewusstsein über die Sachverhalte so weit informiert wird, dass das Undenkbare wenigstens denkbar wird.“

Lehrbücher der 1920er bis 1940er enthielten häufig Inhalte, die den wissenschaftlichen Fortschritt im Zusammenhang zu eugenischen Praktiken beschrieben. Viele frühe wissenschaftliche Zeitschriften zur Genetik enthielten Beiträge zur Eugenik. In der Nachkriegszeit wurden viele dieser Referenzen entfernt. Wissenschaftliche Zeitschriften änderten sogar ihre Namen. Beispielsweise benannte sich 1969 Eugenics Quarterly in Social Biology um. Einige prominente Akademiker unterstützten jedoch weiter die Eugenik. 1963 berief die Ciba Foundation eine Konferenz zur Zukunft des Menschen, auf der sich drei renommierte Biologen und Nobelpreisträger (Hermann Muller, Joshua Lederberg und Francis Crick) für Eugenik aussprachen. Auch im kirchlichen Bereich gab es weiterhin positive Stimmen zur Eugenik; so erklärte Papst Pius XII. noch 1953 in einer Note zum „First International Symposium for Genetic Medicine“ den grundlegenden Ansatz der Eugenik und der Genetik als moralisch einwandfrei. Auf dieser Basis tritt die Kirche ausschließlich für Maßnahmen wie Aufklärung, medizinische Fortpflanzungsberatung und das Aufzeigen der individuellen Verantwortung für die eigene Familienplanung ein. Jegliche Zwangseingriffe, Sterilisation, Abtreibung oder Einschränkung der individuellen Fortpflanzungsplanung wird von der katholischen Kirche von jeher kategorisch abgelehnt.
In wenigen Teilen der Welt blieben großangelegte Eugenik-Programme länger bestehen. So führten Schweden und die kanadische Provinz Alberta bis in die 1970er Jahre Zwangssterilisierungen von geistig Behinderten durch.

### Europa
In der Charta der Grundrechte der Europäischen Union sowie in der geplanten Verfassung der Europäischen Union sind Zwangssterilisationen, eugenische Maßnahmen etc. verboten. Dennoch stimmte das Europäische Parlament einem Antrag zu, in dem seltene Krankheiten auch durch die Auswahl von gesunden Embryos vor der Implantation vermieden werden sollten.

#### Deutschland
Nach der Befreiung vom Nationalsozialismus 1945 wurde die eugenische Praxis in Deutschland deutlich eingeschränkt, insbesondere wurde das Gesetz zur Verhütung erbkranken Nachwuchses durch das Office of Military Government zunächst suspendiert und letztlich 1986 durch das Amtsgericht Kiel als grundgesetzwidrig beurteilt. Dennoch gab es in beiden deutschen Staaten und gibt es noch heute in der Bundesrepublik gesetzliche Regelungen und staatlich tolerierte Praktiken, die eugenischen Prinzipien gehorchen. Zahlreiche Verfechter der Eugenik im Nationalsozialismus hatten noch in den 1960er Jahren Lehrstühle an medizinischen Fakultäten oder wurden dort Dekane.
Nach Schätzungen des Bundesjustizministeriums wurden in der Bundesrepublik bis 1992 jährlich etwa 1.000 geistig behinderte Frauen – meist vor Erreichen des Erwachsenenalters – ohne bzw. gegen den eigenen Willen sterilisiert. Bis November 2003 blieben Sterilisationen von behinderten Frauen bei festgestellter Einwilligungsunfähigkeit auch ohne deren Einwilligung und ohne medizinische Gründe möglich.
Sowohl in der DDR als auch in der Bundesrepublik wurden bzw. werden Schwangerschaftsabbrüche bevorzugt erlaubt oder toleriert, wenn beim Embryo eine schwere Erkrankung bzw. Entwicklungsstörung oder die Anlage für eine schwere Erkrankung diagnostiziert wurde. Solche Schwangerschaftsabbrüche mit „embryopathischer Indikation“ waren in der DDR zwischen 1950 und 1972 erlaubt und auch nach 1972 teilweise erlaubt, in der BRD waren sie zwischen 1976 und 1995 offiziell erlaubt und bleiben auch nach 1995 bis heute regelmäßig straffrei.
In der Bundesrepublik wird das Inzestverbot zwischen Geschwistern eugenisch begründet: Geschwisterinzest ist u. a. deshalb verboten, weil ein von Geschwistern gezeugtes Kind ein nachweislich stark erhöhtes Risiko hat, mit Erbschäden geboren zu werden. Allerdings wird von verschiedenen Autoren bezweifelt, dass es Aufgabe des Staates sei, potentiell erbkranken Nachwuchs in der Bevölkerung zu verhindern.
Zu einer Eugenik-Debatte kam es 1999, als der Philosoph Peter Sloterdijk in einer umstrittenen Rede die Aufstellung von Regeln für den Menschenpark zum Thema wählte. So konstatierte der Philosoph Jürgen Habermas nach Diskussionen mit Thomas Nagel und Ronald Dworkin 2002, aus Sicht des von John Locke geprägten angelsächsischen Liberalismus sei es „nahezu eine Selbstverständlichkeit, Entscheidungen über die Zusammensetzung der genetischen Anlagen von Kindern keiner staatlichen Regulierung zu unterwerfen, sondern den Eltern zu überlassen.“
Die Thesen zur Integration von Einwanderern sowie zur Entwicklung der Bevölkerung und des gesamtdeutschen Intelligenzdurchschnitts, die der ehemalige Berliner Finanzsenator und damalige Bundesbankvorstand Thilo Sarrazin in öffentlichen Auftritten ab September 2009 sowie 2010 in seinem Buch Deutschland schafft sich ab vorstellte, wurden als ein Anknüpfen an Traditionen der Eugenik und insofern als Bruch eines Tabus in der Bundesrepublik beschrieben. Der Soziologe Peter Weingart bewertete mit Blick auf den Inhalt von Deutschland schafft sich ab, dass Sarrazin ein „wiedergeborener Eugeniker“ sei, „indem er sich noch heute auf die Eugeniker des letzten und vorletzten Jahrhunderts beruft“. Außerdem klinke sich Sarrazin in die „verkappt eugenische Diskussion“ der Intelligenzforscher und Verhaltensgenetiker ein.
Der Vorsitzende der Kassenärztlichen Vereinigung Sachsen, Klaus Heckemann, beschrieb im Juni 2024 in einem Editorial zur Humangenetik eine Vision dieser als „Eugenik“ in „ihrem besten und humansten Sinne“. Denkbar sei, dass „allen Frauen mit Kinderwunsch eine komplette Mutationssuche“ nach allen bekannten vererbbaren, schweren Erkrankungen angeboten werde. Mittels künstlicher Befruchtung und Präimplantationsdiagnostik könnte so die Geburt eines schwerstkranken Kindes ausgeschlossen werden. Heckemanns Äußerungen sorgten für einen Eklat. Die Kassenärztliche Vereinigung distanziert sich von diesen und stellte klar, dass Heckemann mit seinen Äußerungen „automatisch Erinnerungen an die deutsche Vergangenheit“ wecke, und diese mit dem ärztlichen Ethos unvereinbar seien. Aus Behindertenverbänden, Kirchen, durch Politiker sowie auch die deutsche Gesellschaft für Humangenetik wurde sein Rücktritt gefordert. Am 4. September 2024 wurde er in einer Sondersitzung der KV-Vertreterversammlung abgewählt.

#### Schweiz
In der Schweiz wurde das eugenisch geprägte Zwangssterilisationsgesetz des Kantons Waadt 1985 aufgehoben. Zwangssterilisationen wurden bis in die 1980er Jahre weitergeführt. Eine parlamentarische Initiative zur in der Presse groß angekündigten Entschädigung der Opfer von Zwangssterilisationen und Zwangskastrationen wurde im Dezember 2004 abgelehnt, dafür wurde ein neues Gesetz daraus gemacht, das die Sterilisation Einwilligungsunfähiger unter gewissen Bedingungen erlaubt.

#### Skandinavien
In ähnlicher Weise wurden die wesentlich aus einer „sozialistischen Eugenik“-Tradition stammenden skandinavischen Sterilisationsgesetze erst in den 1960er und 1970er Jahren abgeschafft, obschon nach 1950 deutlich weniger aus eugenischen Motiven sterilisiert wurde als zuvor.
In Schweden bestand das Sterilisationsgesetz von 1941 ohne Änderungen bis 1975. Es wurden circa 63.000 Menschen sterilisiert. Erst in jüngster Zeit kam es zu einer Entschädigungsdebatte.
Dänemark hatte unter Federführung des sozialdemokratischen Justiz- und Sozialministers Karl Kristian Steincke (1880–1963) die Zwangssterilisation als „rassenhygienische Maßnahme“ bereits 1929, vier Jahre vor dem Deutschen Reich, gesetzlich eingeführt. Bis 1938 folgte eine Reihe weiterer Gesetze. Menschen mit Behinderung wurden vor der Entlassung aus einem Heim sterilisiert. In Dänemark wurden circa 10.000 Personen aus eugenischen Gründen sterilisiert, davon 5.000 bis 7.000 Personen zwangsweise. 1967 wurde diese Praxis durch ein Gesetz beendet.
In Finnland wurden von 1935 bis zur Beendigung der Zwangssterilisationen im Jahre 1979 rund 11.000 Frauen und Mädchen sowie einige Männer zwangsweise sterilisiert.

#### Zypern
Zypern ist ein Land mit hoher Prävalenz der β-Thalassaemia major, einer vererbten Bluterkrankung. Jeder siebte Einwohner des Landes ist Träger der defekten Erbinformation, ohne selbst erkrankt zu sein. Weisen beide Elternteile den Gendefekt auf, beträgt das Risiko für ein Kind, an Thalassämie zu erkranken, 25 Prozent. Eine Behandlung der Erkrankung ist nur mit hohem Aufwand durch lebenslange wöchentliche Bluttransfusionen und die zusätzliche Einnahme von Medikamenten möglich. Die Überlebenszeit der Erkrankten verlängerte sich durch neue Behandlungsmethoden so weit, dass sich die Zahl der Erkrankten ohne weitere Maßnahmen in der zypriotischen Bevölkerung etwa alle acht bis zehn Jahre verdoppelt hätte. Damit wären die Ressourcen des Gesundheitswesens auf Zypern in absehbarer Zeit überfordert gewesen. Bereits in den 1970er Jahren kam fast jeder gesunde Einwohner des Landes zweimal jährlich zur Blutspende, da pro Woche etwa 500 Bluttransfusionen zur Thalassämie-Behandlung durchgeführt wurden. Von rund 11 000 Neugeborenen pro Jahr zur damaligen Zeit waren etwa 70 erkrankt. Ein Fünftel des Gesundheitshaushaltes des Landes wurde für die Beschaffung des notwendigen Medikamentes Desferal ausgegeben, das wie die Bluttransfusionen kostenlos an die betroffenen Patienten abgegeben wird.
Seit 1976 gibt es auf Zypern ein freiwilliges Eugenik-Programm zur Verhinderung der weiteren Ausbreitung der Thalassämie. Nahezu jeder erwachsene Einwohner im heiratsfähigen Alter kennt auf Grund eines Gentests seinen eigenen Thalassämie-Status, weiß also, ob er Träger des Gendefektes ist. Paaren mit Kinderwunsch, bei denen beide Partner Träger sind, wird in einer Beratung eine freiwillige Pränataldiagnostik nahegelegt. Pro Jahr gibt es in Zypern rund 200 solcher vorgeburtlichen Untersuchungen und rund 50 darauf folgende Schwangerschaftsabbrüche. Seit 1983 ist ein Screening-Zertifikat, auf dem einem heiratswilligen Paar die Teilnahme am genetischen Screening und einer entsprechenden humangenetischen Beratung bestätigt wird, Voraussetzung für eine kirchliche Trauung. Nicht vermerkt werden auf dem Zertifikat der Überträgerstatus der Partner oder eine eventuell empfohlene oder durchgeführte Pränataldiagnostik. Für eine nichtkirchliche Heirat ist eine solche Bescheinigung nicht erforderlich. Die Zahl der Paare, die sich nach Gentests und Beratung gegen eine Heirat entscheiden, liegt bei unter drei Prozent.
Da auf Zypern nahezu jede Familie von der Thalassämie betroffen ist, gibt es gegen diese freiwillige Eugenik keinen nennenswerten Widerstand in der Bevölkerung. Die Gentests, die vorgeburtliche Diagnostik und ein eventueller Schwangerschaftsabbruch sind kostenlos. Seit einigen Jahren ist auf Zypern anstelle der Pränataldiagnostik mit anschließender Abtreibung auch die Präimplantationsdiagnostik als Alternative verfügbar. Die Ausgaben für Desferal sind um die Hälfte gesunken, die Zahl der erkrankten Neugeborenen liegt bei zwei pro Jahr. Da pro Jahr etwa gleich viele Thalassämie-Patienten versterben, ist die Zahl der Patienten seit einiger Zeit konstant bei etwa 630.

### Nordamerika

#### USA
Der Kommunikationswissenschaftler Mark Largent hat die Präsenz eugenischen Gedankenguts in amerikanischen Biologielehrbüchern nachverfolgt und festgestellt, dass die Anzahl der Lehrbücher, in welchen Eugenik vertreten wurde, seit den 1920er Jahren beständig zunahm. Ab den 1970er Jahren wurde Eugenik seltener in Lehrbüchern erwähnt. Gegen Ende der 1970er Jahre gab es die ersten kritischen Auseinandersetzungen mit eugenischen Praktiken.
Eine so bekannte wie umstrittene Vertreterin der Eugenik war Margaret Sanger, eine Vorkämpferin der Geburtenkontrolle, die ebenso für eine gezielte Verbesserung der menschlichen Erbanlagen durch eine Verhinderung der Fortpflanzung von genetisch „Entarteten“ war. In den USA wurden ab 1907 Zwangssterilisationen durchgeführt, die letzte 1981. Richtete sich das Programm anfangs vorrangig bzw. angeblich gegen Kranke und Behinderte, waren später vermehrt Verbrecher und schließlich vorrangig Afroamerikaner betroffen. Im Jahr 2002 entschuldigten sich die Gouverneure der US-Bundesstaaten Virginia und Oregon dafür bei den Opfern. Im selben Jahr wurden noch in North Carolina 7600 Menschen, die meisten davon gegen ihren Willen, sterilisiert.
Das in vielen US-Bundesstaaten seit 1924 geltende Verbot von Eheschließungen zwischen Schwarzen und Weißen wurde 1967 durch den Supreme Court abgeschafft. Ein Gesetz von 1924 zur Verhinderung der Einwanderung von „dysgenischen Italienern“ und osteuropäischen Juden wurde 1965 abgeschafft.
In Kalifornien wurden rund 20.000 Menschen, zumeist arme nicht-weiße, zwangssterilisiert, bis das Eugenik-Gesetz 1979 außer Kraft trat.
1994 erschien in den USA das Buch The Bell Curve mit Thesen zur Erblichkeit von Intelligenz und zu deren ungleicher Verteilung im Vergleich verschiedener „Rassen“. In der folgenden Debatte wurden den Buchautoren Charles Murray und Richard Herrnstein eugenische und rassentheoretische Motivationen vorgeworfen, unter anderem von den Journalisten Jeffrey Rosen und Charles Lane. Unter den 17 Quellenautoren, die im Buch zitiert wurden, würden etliche auch im Journal Mankind Quarterly (Washington D. C.) veröffentlichen. Dieses Journal, das u. a. vom Münsteraner Eugeniker Otmar Freiherr von Verschuer (Doktorvater Josef Mengeles) 1961 mitgegründet wurde, geriet wegen rechtslastiger Texte und wegen der Finanzierung durch den umstrittenen Pioneer Fund in die Kritik.
Beispiele für moderne, auch eugenisch motivierte Programme sind das von Barbara Harris gegründete Programm C.R.A.C.K., das Verhütungsmittel für Drogensüchtige finanziert, sowie Family Cap. Bei Letzterem werden Müttern oder Familien, die von der Sozialhilfe leben, weitere finanzielle Hilfen für die Geburt eines weiteren Kindes versagt. Dies wird in einigen Bundesstaaten der USA und in asiatischen Ländern wie Südkorea und Singapur praktiziert.

#### Kanada
In Kanada wurden zwangsweise Sterilisationen bis in die 1970er Jahre hinein durchgeführt. 1972 wurde die Zwangssterilisation verboten. Eines der Opfer dieser Praktik war Leilani Muir, Schülerin eines Internates für geistig Behinderte, die im Alter von 14 Jahren sterilisiert wurde. 1996 erstritt Muir vor Gericht 740.000 Dollar Schadensersatz. Über das Leben von Muir wurde später ein Film gedreht.

### Asien

#### VR China
In der Volksrepublik China wurde 1995 ein Gesetz erlassen, nach dem sich heiratswillige Personen Gentests unterziehen müssen. Träger gewisser Erbkrankheiten durften nur heiraten, wenn sie sich sterilisieren ließen oder eine andere Form der Langzeitverhütung wählten.
In der chinesischen Provinz Sichuan wurde 1999 eine Samenbank namens Notables’ Sperm Bank eröffnet, die nur Professoren als Spender zulässt. Die Samenbank wurde von der Behörde für Familienplanung in der Provinzhauptstadt Chengdu unterstützt.

#### Singapur
In Singapur wurde 1986 unter der People’s Action Party ein Eugenikgesetz erlassen. Ziel des Gesetzes war es, die Bevölkerung intelligenter zu machen. Verschiedene Maßnahmen wurden ergriffen. So erhielten Akademiker staatlich garantierte Lohnerhöhungen, wenn sie sich für ein (weiteres) Kind entschieden. Auch wurde versucht, die Rate unverheirateter Akademiker durch entsprechende Partneragenturen zu reduzieren. Außerdem wurden den Menschen aus der Unterschicht materielle Belohnungen ausgehändigt, wenn sie sich dafür entschieden, sich nach dem ersten oder zweiten Kind sterilisieren zu lassen.

## Moderne Formen der Eugenik

### Vorgeburtliche Selektion
Kritiker der gültigen gesetzlichen Regelungen zum Schwangerschaftsabbruch behaupten, dass ein Schwangerschaftsabbruch mit embryopathischer Indikation eine Form vorgeburtlicher Eugenik sei. So ist ein Schwangerschaftsabbruch bis zur Geburt erlaubt, wenn eine Behinderung oder Erkrankung des Kindes diagnostiziert wurde und die Schwangere sich einen potentiellen Schaden durch das Austragen des Kindes für ihre körperliche und/oder psychische Gesundheit ärztlich bestätigen lässt. In ähnlicher Weise wird die Präimplantationsdiagnostik von Kritikern als Form vorgeburtlicher Eugenik abgelehnt.

### Transhumanismus und Posthumanismus
In den Ethiken bezüglich Transhumanismus und Posthumanismus spielt Eugenik ebenfalls eine große Rolle. Hier hofft man allerdings, nicht durch Sterilisation eine Geburt zu verhindern, sondern durch Genmanipulation für die Geburt eines gesunden Kindes zu sorgen. Dabei soll die menschliche Evolution künftig an vom Menschen gewählten Zielen gesteuert werden. Diese Steuerung soll nicht in staatlicher Hand liegen, sondern den einzelnen Eltern überlassen werden.

## In Literatur und Film

### Romane
Zwischen 1890 und 1930 wurden im deutschen Sprachraum einige hundert Zukunftsromane veröffentlicht und übersetzt, die Fragen der Eugenik behandeln. Die meisten wurden von Fachleuten wie Ärzten, Biologen, Ökonomen verfasst und setzen die jeweiligen Standpunkte in gesellschaftspolitische Utopien um. Ein wesentliches Vorbild war Edward Bellamys Bucherfolg Looking Backward.
Gemeinsam ist bei den sehr unterschiedlichen Vorstellungen der Glaube, Eugenik werde die Medizin nahezu überflüssig machen und zu einer heilen Welt führen. Eugenik wurde in dem Sinne als säkulares Heilsversprechen interpretiert, das eine Reihe bedrückender gesellschaftlicher Probleme zu lösen imstande sei.
Demgegenüber betonte Hedwig Conrad-Martius in ihrem Buch Utopien der Menschenzüchtung 1955, wie die beiden Weltkriege, endgültig aber die nationalsozialistische Praxis im Gegenteil einen nihilistischen Abgrund aufgerissen hätten. Eugenische Kriege wurden auch 1967 in der Enterprise-Episode Der schlafende Tiger (Space Seed) thematisiert: Khan und andere genetische aufgewertete Menschen sollen Kriege gegen den Rest der Menschheit geführt haben.
Nach dem Zweiten Weltkrieg und insbesondere nach der Entdeckung der DNA wurde die eugenische Gesellschaftsutopie zunehmend von gentechnischen Utopien abgelöst. Dabei wird, etwa in dem Film Gattaca, die Verfügbarkeit von gentechnischen Methoden auch zum Mittel der Vorausplanung und der Gestaltung möglichen Nachwuchses. Die gesellschaftliche Problematik wird eher an der alleinigen Verfügbarkeit solcher Technologien für privilegierte Schichten als an der staatlichen Durchsetzung festgemacht.
Im Jahr 2021 veröffentlichte Francis Nenik den Roman E., in dem er sich u. a. mit der nationalsozialistischen Eugenik und ihren Verbindungen zu eugenischen Bewegungen in Russland und den USA auseinandersetzt.

### Dokumentarfilme
- Homo Sapiens 1900. Regie: Peter Cohen, 2000.
- Die Unwertigen. Regie: Renate Günther-Greene, Nov. 2009.[130]
- Frozen Angels. Regie: Eric Black, Frauke Sandig, 2005.[131]